# 近藤経一
近藤 経一（こんどう けいいち、1897年4月12日 - 1986年10月18日）は、日本の劇作家・小説家。

## 経歴
東京出身。父は外科医の近藤次繁、弟には裁判官の近藤綸二や東京女子医科大学教授の近藤台五郎がいる。
武者小路実篤の影響を受け、1917年戯曲集『蒔かれたる種』を刊行、1918年小説「第二の誕生」を『白樺』に発表し、以後しばらく小説家、劇作家として活動する。1922年東京帝国大学文学部国文科卒。
自身が製作した「愛の導き」に出演した女優の原光代と1924年に結婚。映画の製作や『キネマ旬報』の創設、文藝春秋の『映画時代』の編集などに携わり、後に文藝春秋専務となった。

## 著書
- 『播かれたる種』（洛陽堂） 1917
- 『第二の誕生』（天佑社） 1919
- 『近藤経一脚本集 第1編』（新潮社） 1920
- 『近藤経一脚本集 第2編』（新潮社） 1921
- 『無名の道』（新潮社） 1921.6
- 『桜藤の巻』（新潮社、新進作家叢書） 1922
- 『七年の後』（新潮社、現代脚本叢書） 1922
- 『周の幽王』（新潮社） 1923
- 『愛慾変相図』（新潮社） 1928

### 編著
- 『映画スター全集』第1至10（平凡社） 1929 - 1930

## 翻訳
- 『猫眼石』（The Cat's Eye、オースチン・フリーマン、平凡社、世界探偵小説全集17） 1929
- 『ダウン・ザ・フェアウェイ』（Down the fairway、ロバート・ティ・ジョーンス, オー・ビー・キーラー、目黒書店） 1933